# FK Desna Tchernihiv
Maillots
Le Sportyvno-Futbolkny Klub Desna Tchernihiv (en ukrainien : Спортивно-футбольний Клуб Десна Чернігів), plus couramment abrégé en Desna Tchernihiv, est un club professionnel ukrainien de football fondé en 1960 et basé dans la ville de Tchernihiv.

## Histoire

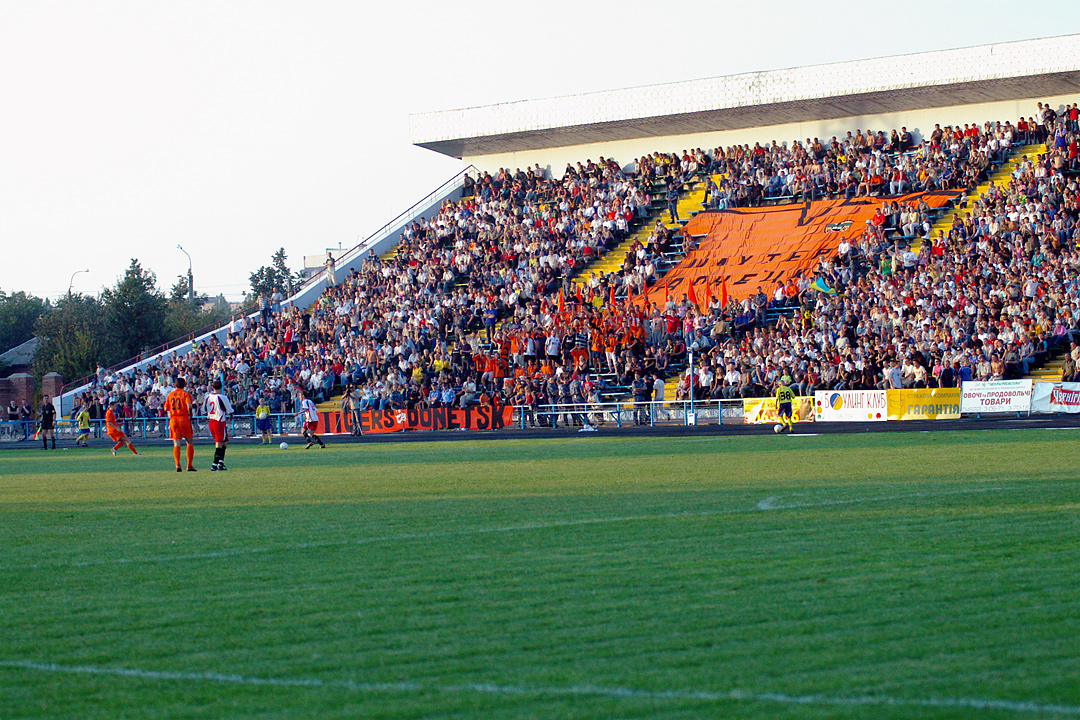
Le Stade de Tchernihiv (anciennement Youri Gagarine) en 2005.

Il est fondé en 1960 et refondé en 2010.
Promu en seconde division en 2013-2014, il termine 5e de cette saison.
Après avoir fini quatrième de première division à l'issue de la saison 2019-2020, le Desna se qualifie pour la première fois de son histoire en Ligue Europa.

## Bilan sportif

### Classements en championnat
La frise ci-dessous résume les classements successifs du club en championnat d'Union soviétique.
La frise ci-dessous résume les classements successifs du club en championnat d'Ukraine.

### Bilan par saison
Légende
- Promu en division supérieure
- Relégué en division inférieure

| Saison    | Championnat | Championnat | Championnat | Championnat | Championnat | Championnat | Championnat | Championnat | Championnat | Championnat | Coupe d'Ukraine       |
| Saison    | Division    | Pos         | Pts         | J           | V           | N           | D           | BP          | BC          | Diff        | Coupe d'Ukraine       |
| --------- | ----------- | ----------- | ----------- | ----------- | ----------- | ----------- | ----------- | ----------- | ----------- | ----------- | --------------------- |
| 1992      | 2e groupe A | 5e          | 29          | 26          | 11          | 7           | 8           | 23          | 34          | -1          | 32es de finale        |
| 1992-1993 | 2e          | 19e         | 35          | 42          | 13          | 9           | 20          | 42          | 49          | -7          | 64es de finale        |
| 1993-1994 | 2e          | 20e         | 24          | 38          | 7           | 10          | 21          | 29          | 53          | -14         | Seizièmes de finale   |
| 1994-1995 | 3e          | 11e         | 58          | 42          | 17          | 7           | 18          | 44          | 43          | +1          | 32es de finale        |
| 1995-1996 | 3e groupe A | 7e          | 72          | 40          | 21          | 9           | 10          | 55          | 30          | +25         | 32es de finale        |
| 1996-1997 | 3e groupe A | 1er         | 66          | 30          | 26          | 6           | 4           | 39          | 12          | +27         | 32es de finale        |
| 1997-1998 | 2e          | 12e         | 54          | 42          | 14          | 12          | 16          | 45          | 53          | -8          | Seizièmes de finale   |
| 1998-1999 | 2e          | 19e         | 27          | 38          | 7           | 6           | 25          | 28          | 60          | -32         | Seizièmes de finale   |
| 1999-2000 | 3e groupe C | 9e          | 38          | 26          | 11          | 5           | 10          | 27          | 32          | -5          | Seizièmes de finale Q |
| 2000-2001 | 3e groupe C | 2e          | 59          | 30          | 18          | 5           | 7           | 66          | 29          | +37         | Seizièmes de finale Q |
| 2001-2002 | 3e groupe C | 4e          | 60          | 34          | 18          | 6           | 10          | 57          | 43          | +14         | 256es de finale       |
| 2002-2003 | 3e groupe C | 3e          | 58          | 28          | 19          | 1           | 8           | 36          | 25          | +11         | 32es de finale        |
| 2003-2004 | 3e groupe C | 2e          | 74          | 30          | 23          | 5           | 2           | 67          | 25          | +42         | 32es de finale        |
| 2004-2005 | 3e groupe C | 2e          | 67          | 28          | 21          | 4           | 3           | 59          | 26          | +33         | Huitièmes de finale   |
| 2005-2006 | 3e groupe A | 1er         | 74          | 28          | 24          | 2           | 2           | 76          | 13          | +63         | 32es de finale        |
| 2006-2007 | 2e          | 14e         | 41          | 36          | 11          | 8           | 17          | 51          | 58          | -7          | Seizièmes de finale   |
| 2007-2008 | 2e          | 4e          | 67          | 38          | 20          | 7           | 11          | 61          | 44          | +17         | Huitièmes de finale   |
| 2008-2009 | 2e          | 14e         | 47          | 32          | 13          | 8           | 11          | 31          | 33          | -2          | Seizièmes de finale   |
| 2009-2010 | 2e          | 8e          | 48          | 34          | 12          | 12          | 10          | 38          | 30          | +8          | 32es de finale        |
| 2010-2011 | 3e groupe A | 5e          | 40          | 22          | 12          | 4           | 6           | 38          | 24          | +14         | 64es de finale        |
| 2011-2012 | 3e groupe A | 2e          | 59          | 26          | 18          | 5           | 3           | 48          | 19          | +29         | 32es de finale        |
| 2012-2013 | 3e groupe 1 | 1er         | 69          | 30          | 20          | 9           | 1           | 55          | 22          | +33         | Seizièmes de finale   |
| 2013-2014 | 2e          | 5e          | 44          | 30          | 14          | 2           | 14          | 33          | 27          | +6          | Quarts de finale      |
| 2014-2015 | 2e          | 5e          | 47          | 30          | 12          | 11          | 7           | 44          | 27          | +17         | Seizièmes de finale   |
| 2015-2016 | 2e          | 8e          | 40          | 30          | 11          | 7           | 12          | 30          | 29          | +1          | Seizièmes de finale   |
| 2016-2017 | 2e          | 2e          | 74          | 34          | 22          | 8           | 4           | 55          | 23          | +32         | Huitièmes de finale   |
| 2017-2018 | 2e          | 3e          | 71          | 34          | 22          | 5           | 7           | 71          | 25          | +46         | Quarts de finale      |
| 2018-2019 | 1re         | 8e          | 41          | 32          | 12          | 5           | 15          | 35          | 41          | -6          | Huitièmes de finale   |
| 2019-2020 | 1re         | 4e          | 56          | 32          | 17          | 5           | 10          | 59          | 33          | +26         | Quarts de finale      |
| 2020-2021 | 1re         | 6e          | 38          | 26          | 11          | 8           | 8           | 38          | 32          | +6          | Huitièmes de finale   |
| 2021-2022 | 1re         | 7e          | 25          | 18          | 7           | 4           | 7           | 22          | 27          | -5          | Seizièmes de finale   |

### Bilan européen
Note : dans les résultats ci-dessous, le score du club est toujours donné en premier.
| Saison    | Compétition  | Tour             | Adversaire    | Domicile | Extérieur | Total |
| --------- | ------------ | ---------------- | ------------- | -------- | --------- | ----- |
| 2020-2021 | Ligue Europa | Troisième tour Q | VfL Wolfsburg | N/A      | 0 - 2     | 0 - 2 |

Légende
- Victoire ou qualification pour le tour suivant
- Match nul
- Défaite ou élimination de la compétition

## Personnalités du club

### Présidents du club
| - Ivan Fedorets (1994 - 1997) - Arkadiy Rynskyi (1997 - 1998) - Volodymyr Khomenko (1998 - 1999) - Ivan Chaus (1999 - 2007) | - Oleksiy Savchenko (2007 - 2008) - Pavlo Klymets (2008 - 2009) - Valeriy Korotkov (2009) - Oleksandr Povoroznyouk (2009 - 2010) | - Yuriy Tymoshok (2010 - 2012) - Oleksiy Chebotaryov (2012 - 2017) - Volodymyr Levine (2017 - ) |

### Entraîneurs du club
| - Oleksandr Chtchanov (1960) - Anatoly Zhyhan (1960) - Yosyp Lifshyts (1961) - Yevgeny Goryansky (1962 - 1963) - Mykhaylo Chyrko (1963) - Vadim Radzishevskiy (1964) - Valentin Tougarine (1965 - 1966) - Sergueï Korchounov (1966) - Viktor Zhiltsov (1967) - Yevhen Lemechko (1967) - Valentin Tougarine (1968) - Volodymyr Onychtchenko (1969) - Oleh Bazylevytch (1969 - 1970) - Youkhym Chkolnykov (1977 - 1982) - Andriy Protsko (1983) | - Yevgeny Goryansky (1983 - 1984) - Mykhaylo Fomenko (1985 - 1986) - Andriy Protsko (1987) - Mykhailo Dounets (1988 - 1989) - Andriy Protsko (1989) - Yuriy Hrouznov (1990 - 1993) - Andriy Protsko (1993) - Viktor Doubino (1994) - Andriy Protsko (1994 - 1996) - Youkhym Chkolnykov (1996 - 1999) - Yuriy Hrouznov (1999 - 2002) - Vadym Lazorenko (2002 - 2004) - Oleksandr Tomakh (2004 - 2007) - Serhiy Bakun (2007) - Serhiy Koutcherenko (2007 - 2008) | - Serhiy Koutcherenko (2007 - 2008) - Oleksandr Ryabokon (2008) - Mykhailo Dounets (2009) - Yuriy Ovtcharov (2009) - Oleksandr Ryabokon (2009 - 2010) - Viktor Dohadaylo (2010) - Ihor Khimitch (2010) - Oleh Melnytchenko (2010) - Vitaliy Levtchenko (2010) - Oleksiy Skala (2010) - Anatoly Byelay (2011) - Oleksandr Deriberine (2011 - 2012) - Oleksandr Ryabokon (2012 - ) |